# NBA西部联盟球员列表
NBA西部联盟球员列表列出NBA西部联盟各球队的球员名单。